# Уилер, Джон Парсонс
Джон Уилер (англ. John P. Wheeler; 1944—2010) — высокопоставленный сотрудник администрации президента США Джорджа Буша-младшего, глава фонда Вашингтонского мемориала солдатам, погибшим во Вьетнаме (Vietnam Veterans Memorial Fund, Мемориал ветеранов Вьетнама).
В 1966 году окончил Вест-Пойнт, затем учился в Йельском и Гарвардском университетах. До 1971 года служил офицером, участвовал во войне во Вьетнаме. Затем работал в администрации Рейгана, разработал программу помощи и трудоустройства ветеранов войны во Вьетнаме, занимал различные должности в государственных структурах (последней из них была должность помощника заместителя министра ВВС США).
Тело Уиллера было обнаружено на одной из мусорных свалок штата Делавэр, на момент смерти ему было 66 лет, смерть официально признана убийством (экспертиза установила, что он был жестоко избит и умер от сердечного приступа). Преступление остается нераскрытым.